# Воронцовский переулок
Воронцо́вский переу́лок — улица в центре Москвы в Таганском районе между Воронцовской улицей и Новоспасским проездом.

## Происхождение названия
Название в XVIII веке было дано по Новой Воронцовской слободе, образовавшейся в XVII веке, когда сюда были переселены в XVI—XVII веках жители Воронцовской слободы.

## Описание
Воронцовский переулок начинается от Воронцовской улицы от арки дома № 30 стр 1, проходит на запад до Новоспасского проезда. Прямого выезда на Новоспасский проезд нет: вместо этого внутренний проезд проходит параллельно Новоспасскому на север вдоль дома № 7/4 и соединяет его с улицей Гвоздева.

## Здания и сооружения
По нечётной стороне:

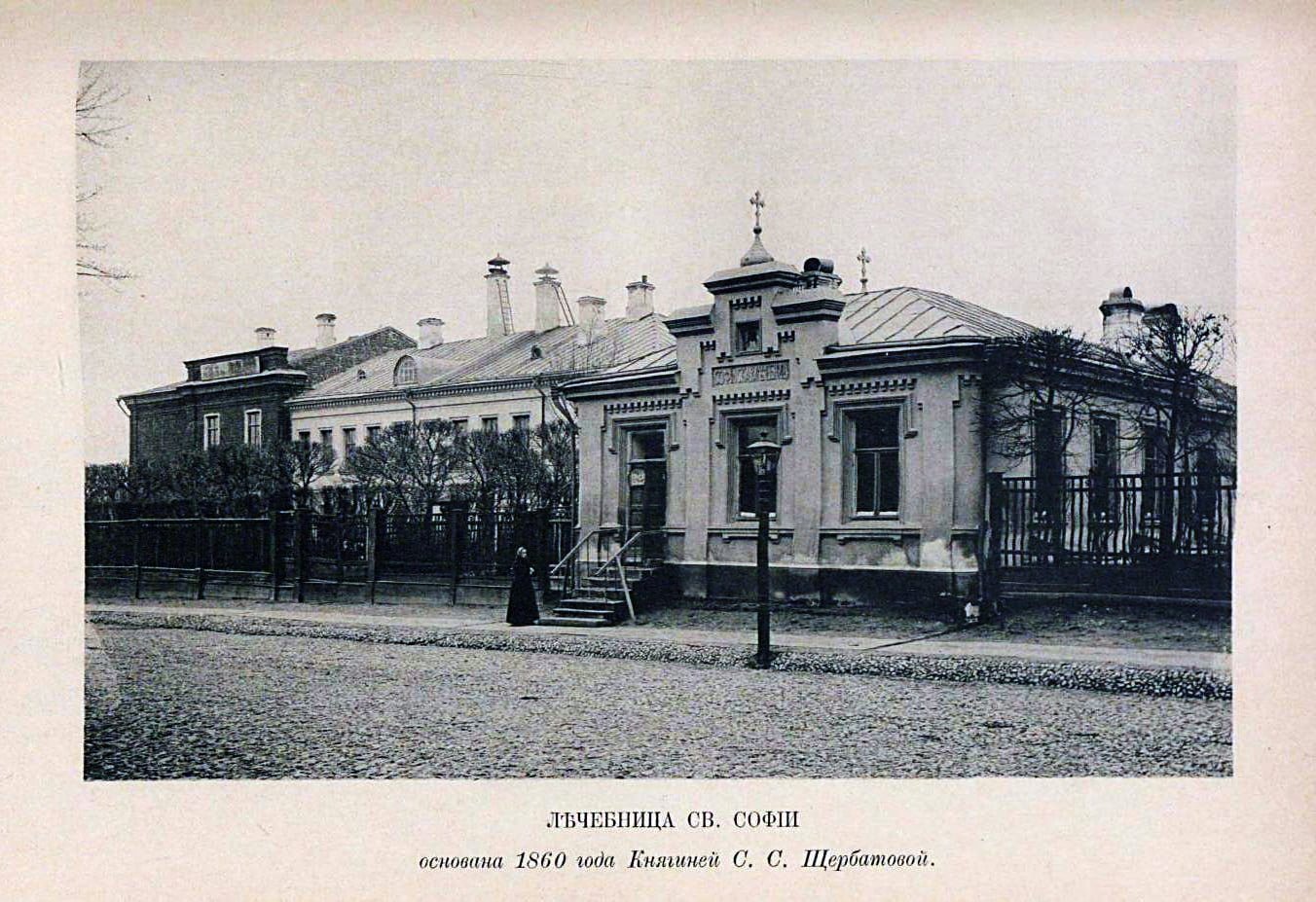
Лечебника св. Софии. Воронцовский переулок, 2

- № 5/7 — Воронцовские бани; спортивный клуб «Князь Юрий Долгорукий»;

По чётной стороне:
- № 2 — Московский институт бизнеса, информатики и телекоммуникаций; издательство «Энергопрогресс»; Ранее на этом месте находилась Церковь Николая Чудотворца, Софии Мученицы и Марии Египетской при учреждениях им. кн. С. С. Щербатовой (1899, архитектор Н. А. Воскресенский)
- № 2, строение 1 — корпорация Единый электроэнергетический комплекс.